# Ceratizit Challenge by La Vuelta 2022
La 8.ª edición de la Ceratizit Challenge by La Vuelta, fue una carrera de ciclismo femenino por etapas que se celebró entre el 7 y el 11 de septiembre de 2022, con inicio en la Marina de Cudeyo y final en Madrid en España sobre una distancia total de 478,3 km, coincidiendo en fecha con las últimas 5 etapas de la Vuelta a España 2022.
La carrera hizo parte del UCI WorldTour Femenino 2022 como competencia de categoría 2.WWT del calendario ciclístico de máximo nivel mundial y fue ganada por la ciclista neerlandesa Annemiek van Vleuten del equipo Movistar, quien completó su segunda victoria en la clasificación general de esta carrera. El podio lo completó la ciclista italiana Elisa Longo Borghini del equipo Trek-Segafredo y la neerlandesa Demi Vollering del equipo SD Worx.

## Equipos
Tomaron la salida un total de 22 equipos, de los cuales participaron los 14 equipos de categoría UCI WorldTeam Femenino habilitados y 8 equipos de categoría UCI Continental Team Femenino invitados por la organización de la carrera, quienes conformaron un pelotón de 131 ciclistas de las cuales terminaron 106. Los equipos participantes fueron:
| translation for headoftableIII_translate index 58 not found (14)- Team BikeExchange-Jayco - Canyon-SRAM Racing - EF Education-TIBCO-SVB - FDJ-Suez - Human Powered Health - Team Jumbo-Visma - Liv Racing Xstra - Movistar Team - Roland Cogeas-Edelweiss Squad - Team DSM - SD Worx - Trek-Segafredo - UAE Team ADQ - Uno-X Pro Cycling Team UCI Women's continental teams (2)- Bizkaia-Durango - Ceratizit-WNT Pro Cycling Unknown team category (6)- Coop-Hitec Products - Laboral Kutxa-Fundacion Euskadi - Massi Tactic - Río Miera-Cantabria Deporte - Soltec Team - Valcar-Travel & Service |
| |

## Recorrido
| Etapa     | Fecha     | Recorrido                           | type                     | Distancia (km) | Ganador              | Líder                |
| --------- | --------- | ----------------------------------- | ------------------------ | -------------- | -------------------- | -------------------- |
| 1.ª etapa | 7 de sep  | Marina de Cudeyo – Marina de Cudeyo | contrarreloj por equipos | 19,9           | Trek-Segafredo       | Elisa Longo Borghini |
| 2.ª etapa | 8 de sep  | Colindres – Colindres               | etapa de media montaña   | 105,9          | Annemiek van Vleuten | Annemiek van Vleuten |
| 3.ª etapa | 9 de sep  | Camargo – Aguilar de Campoo         | etapa llana              | 96,4           | Grace Brown          | Annemiek van Vleuten |
| 4.ª etapa | 10 de sep | Palencia – Segovia                  | etapa llana              | 160,4          | Silvia Persico       | Annemiek van Vleuten |
| 5.ª etapa | 11 de sep | Madrid – Madrid                     | etapa llana              | 95,7           | Elisa Balsamo        | Annemiek van Vleuten |

## Desarrollo de la carrera

### 1.ª etapa
| Marina de Cudeyo - Marina de Cudeyo | contrarreloj por equipos | (19,9 km) |

| \| Clasificación de la etapa \| Clasificación de la etapa \| Clasificación de la etapa \| Clasificación de la etapa \| Clasificación de la etapa \| Clasificación de la etapa \| \| Equipo \| Equipo \| Tiempo \| Diferencia \| Promedio \| \| \| ------------------------- \| ------------------------- \| ------------------------- \| ------------------------- \| ------------------------- \| ------------------------- \| \| 1.º \| Trek-Segafredo \| 23 min 31 s \| 0 s \| 50.773 km/h \| \| \| 2.º \| Team BikeExchange-Jayco \| 23 min 37 s \| + 6 s \| 50.558 km/h \| \| \| 3.º \| FDJ-Suez \| 23 min 42 s \| + 11 s \| 50.380 km/h \| \| \| 4.º \| SD Worx \| 23 min 54 s \| + 23 s \| 49.958 km/h \| \| \| 5.º \| Movistar Team \| 23 min 56 s \| + 25 s \| 49.889 km/h \| \| \| 6.º \| Team DSM \| 24 min 15 s \| + 44 s \| 49.237 km/h \| \| \| 7.º \| Canyon-SRAM Racing \| 24 min 30 s \| + 59 s \| 48.735 km/h \| \| \| 8.º \| Team Jumbo-Visma \| 24 min 32 s \| + 1 min 01 s \| 48.668 km/h \| \| \| 9.º \| Ceratizit-WNT Pro Cycling \| 24 min 52 s \| + 1 min 21 s \| 48.016 km/h \| \| \| 10.º \| UAE Team ADQ \| 24 min 59 s \| + 1 min 28 s \| 47.792 km/h \| \| |                           |             |              |             |
| |                           |             |              |             |
| Fuente: ProCyclingStats |                           |             |              |             |
| Clasificación de la etapa |                           |             |              |             |
| Equipo | Equipo                    | Tiempo      | Diferencia   | Promedio    |
| 1.º | Trek-Segafredo            | 23 min 31 s | 0 s          | 50.773 km/h |
| 2.º | Team BikeExchange-Jayco   | 23 min 37 s | + 6 s        | 50.558 km/h |
| 3.º | FDJ-Suez                  | 23 min 42 s | + 11 s       | 50.380 km/h |
| 4.º | SD Worx                   | 23 min 54 s | + 23 s       | 49.958 km/h |
| 5.º | Movistar Team             | 23 min 56 s | + 25 s       | 49.889 km/h |
| 6.º | Team DSM                  | 24 min 15 s | + 44 s       | 49.237 km/h |
| 7.º | Canyon-SRAM Racing        | 24 min 30 s | + 59 s       | 48.735 km/h |
| 8.º | Team Jumbo-Visma          | 24 min 32 s | + 1 min 01 s | 48.668 km/h |
| 9.º | Ceratizit-WNT Pro Cycling | 24 min 52 s | + 1 min 21 s | 48.016 km/h |
| 10.º | UAE Team ADQ              | 24 min 59 s | + 1 min 28 s | 47.792 km/h |

| \| Clasificación general \| Clasificación general \| Clasificación general \| Clasificación general \| Clasificación general \| \| Ciclista \| Ciclista \| Equipo \| Tiempo \| \| \| --------------------- \| --------------------- \| ----------------------- \| --------------------- \| --------------------- \| \| 1.ª \| Elisa Longo Borghini \| Trek-Segafredo \| 23 min 31 s \| \| \| 2.ª \| Elynor Bäckstedt \| Trek-Segafredo \| + 0 s \| \| \| 3.ª \| Shirin van Anrooij \| Trek-Segafredo \| + 0 s \| \| \| 4.ª \| Elisa Balsamo \| Trek-Segafredo \| + 0 s \| \| \| 5.ª \| Georgia Williams \| Team BikeExchange-Jayco \| + 6 s \| \| \| 6.ª \| Alexandra Manly \| Team BikeExchange-Jayco \| + 6 s \| \| \| 7.ª \| Kristen Faulkner \| Team BikeExchange-Jayco \| + 6 s \| \| \| 8.ª \| Ane Santesteban \| Team BikeExchange-Jayco \| + 6 s \| \| \| 9.ª \| Ruby Roseman-Gannon \| Team BikeExchange-Jayco \| + 6 s \| \| \| 10.ª \| Grace Brown \| FDJ-Suez-Futuroscope \| + 11 s \| \| |                      |                         |             |
| |                      |                         |             |
| Fuente: ProCyclingStats |                      |                         |             |
| Clasificación general |                      |                         |             |
| Ciclista | Ciclista             | Equipo                  | Tiempo      |
| 1.ª | Elisa Longo Borghini | Trek-Segafredo          | 23 min 31 s |
| 2.ª | Elynor Bäckstedt     | Trek-Segafredo          | + 0 s       |
| 3.ª | Shirin van Anrooij   | Trek-Segafredo          | + 0 s       |
| 4.ª | Elisa Balsamo        | Trek-Segafredo          | + 0 s       |
| 5.ª | Georgia Williams     | Team BikeExchange-Jayco | + 6 s       |
| 6.ª | Alexandra Manly      | Team BikeExchange-Jayco | + 6 s       |
| 7.ª | Kristen Faulkner     | Team BikeExchange-Jayco | + 6 s       |
| 8.ª | Ane Santesteban      | Team BikeExchange-Jayco | + 6 s       |
| 9.ª | Ruby Roseman-Gannon  | Team BikeExchange-Jayco | + 6 s       |
| 10.ª | Grace Brown          | FDJ-Suez-Futuroscope    | + 11 s      |

### 2.ª etapa
| Colindres - Colindres | etapa de media montaña | (105,9 km) |

| \| Clasificación de la etapa \| Clasificación de la etapa \| Clasificación de la etapa \| Clasificación de la etapa \| Clasificación de la etapa \| \| Ciclista \| Ciclista \| Equipo \| Tiempo \| \| \| ------------------------- \| ------------------------- \| ------------------------- \| ------------------------- \| ------------------------- \| \| 1.ª \| Annemiek van Vleuten \| Movistar Team \| 2 h 56 min 30 s \| \| \| 2.ª \| Elisa Longo Borghini \| Trek-Segafredo \| + 2 min 16 s \| \| \| 3.ª \| Liane Lippert \| Team DSM \| + 2 min 16 s \| \| \| 4.ª \| Demi Vollering \| SD Worx \| + 2 min 16 s \| \| \| 5.ª \| Cecilie Uttrup Ludwig \| FDJ-Suez-Futuroscope \| + 2 min 50 s \| \| \| 6.ª \| Katarzyna Niewiadoma \| Canyon-SRAM Racing \| + 2 min 50 s \| \| \| 7.ª \| Silvia Persico \| Valcar-Travel & Service \| + 2 min 50 s \| \| \| 8.ª \| Elise Chabbey \| Canyon-SRAM Racing \| + 2 min 50 s \| \| \| 9.ª \| Juliette Labous \| Team DSM \| + 2 min 50 s \| \| \| 10.ª \| Anna Shackley \| SD Worx \| + 2 min 50 s \| \| |                       |                         |                 |
| |                       |                         |                 |
| Fuente: ProCyclingStats |                       |                         |                 |
| Clasificación de la etapa |                       |                         |                 |
| Ciclista | Ciclista              | Equipo                  | Tiempo          |
| 1.ª | Annemiek van Vleuten  | Movistar Team           | 2 h 56 min 30 s |
| 2.ª | Elisa Longo Borghini  | Trek-Segafredo          | + 2 min 16 s    |
| 3.ª | Liane Lippert         | Team DSM                | + 2 min 16 s    |
| 4.ª | Demi Vollering        | SD Worx                 | + 2 min 16 s    |
| 5.ª | Cecilie Uttrup Ludwig | FDJ-Suez-Futuroscope    | + 2 min 50 s    |
| 6.ª | Katarzyna Niewiadoma  | Canyon-SRAM Racing      | + 2 min 50 s    |
| 7.ª | Silvia Persico        | Valcar-Travel & Service | + 2 min 50 s    |
| 8.ª | Elise Chabbey         | Canyon-SRAM Racing      | + 2 min 50 s    |
| 9.ª | Juliette Labous       | Team DSM                | + 2 min 50 s    |
| 10.ª | Anna Shackley         | SD Worx                 | + 2 min 50 s    |

| \| Clasificación general \| Clasificación general \| Clasificación general \| Clasificación general \| Clasificación general \| \| Ciclista \| Ciclista \| Equipo \| Tiempo \| \| \| --------------------- \| --------------------- \| ----------------------- \| --------------------- \| --------------------- \| \| 1.ª \| Annemiek van Vleuten \| Movistar Team \| 3 h 20 min 16 s \| \| \| 2.ª \| Elisa Longo Borghini \| Trek-Segafredo \| + 1 min 55 s \| \| \| 3.ª \| Demi Vollering \| SD Worx \| + 2 min 24 s \| \| \| 4.ª \| Ane Santesteban \| Team BikeExchange-Jayco \| + 2 min 41 s \| \| \| 5.ª \| Liane Lippert \| Team DSM \| + 2 min 41 s \| \| \| 6.ª \| Cecilie Uttrup Ludwig \| FDJ-Suez-Futuroscope \| + 2 min 46 s \| \| \| 7.ª \| Anna Shackley \| SD Worx \| + 2 min 58 s \| \| \| 8.ª \| Juliette Labous \| Team DSM \| + 3 min 19 s \| \| \| 9.ª \| Brodie Chapman \| FDJ-Suez-Futuroscope \| + 3 min 32 s \| \| \| 10.ª \| Elise Chabbey \| Canyon-SRAM Racing \| + 3 min 34 s \| \| |                       |                         |                 |
| |                       |                         |                 |
| Fuente: ProCyclingStats |                       |                         |                 |
| Clasificación general |                       |                         |                 |
| Ciclista | Ciclista              | Equipo                  | Tiempo          |
| 1.ª | Annemiek van Vleuten  | Movistar Team           | 3 h 20 min 16 s |
| 2.ª | Elisa Longo Borghini  | Trek-Segafredo          | + 1 min 55 s    |
| 3.ª | Demi Vollering        | SD Worx                 | + 2 min 24 s    |
| 4.ª | Ane Santesteban       | Team BikeExchange-Jayco | + 2 min 41 s    |
| 5.ª | Liane Lippert         | Team DSM                | + 2 min 41 s    |
| 6.ª | Cecilie Uttrup Ludwig | FDJ-Suez-Futuroscope    | + 2 min 46 s    |
| 7.ª | Anna Shackley         | SD Worx                 | + 2 min 58 s    |
| 8.ª | Juliette Labous       | Team DSM                | + 3 min 19 s    |
| 9.ª | Brodie Chapman        | FDJ-Suez-Futuroscope    | + 3 min 32 s    |
| 10.ª | Elise Chabbey         | Canyon-SRAM Racing      | + 3 min 34 s    |

### 3.ª etapa
| Camargo - Aguilar de Campoo | etapa llana | (96,4 km) |

| \| Clasificación de la etapa \| Clasificación de la etapa \| Clasificación de la etapa \| Clasificación de la etapa \| Clasificación de la etapa \| \| Ciclista \| Ciclista \| Equipo \| Tiempo \| \| \| ------------------------- \| ------------------------- \| ------------------------- \| ------------------------- \| ------------------------- \| \| 1.ª \| Grace Brown \| FDJ-Suez-Futuroscope \| 2 h 28 min 37 s \| \| \| 2.ª \| Elise Chabbey \| Canyon-SRAM Racing \| + 0 s \| \| \| 3.ª \| Elisa Balsamo \| Trek-Segafredo \| + 8 s \| \| \| 4.ª \| Lotte Kopecky \| SD Worx \| + 8 s \| \| \| 5.ª \| Arlenis Sierra \| Movistar Team \| + 8 s \| \| \| 6.ª \| Alexandra Manly \| Team BikeExchange-Jayco \| + 8 s \| \| \| 7.ª \| Silvia Persico \| Valcar-Travel & Service \| + 8 s \| \| \| 8.ª \| Katarzyna Niewiadoma \| Canyon-SRAM Racing \| + 8 s \| \| \| 9.ª \| Elisa Longo Borghini \| Trek-Segafredo \| + 8 s \| \| \| 10.ª \| Annemiek van Vleuten \| Movistar Team \| + 8 s \| \| |                      |                         |                 |
| |                      |                         |                 |
| Fuente: ProCyclingStats |                      |                         |                 |
| Clasificación de la etapa |                      |                         |                 |
| Ciclista | Ciclista             | Equipo                  | Tiempo          |
| 1.ª | Grace Brown          | FDJ-Suez-Futuroscope    | 2 h 28 min 37 s |
| 2.ª | Elise Chabbey        | Canyon-SRAM Racing      | + 0 s           |
| 3.ª | Elisa Balsamo        | Trek-Segafredo          | + 8 s           |
| 4.ª | Lotte Kopecky        | SD Worx                 | + 8 s           |
| 5.ª | Arlenis Sierra       | Movistar Team           | + 8 s           |
| 6.ª | Alexandra Manly      | Team BikeExchange-Jayco | + 8 s           |
| 7.ª | Silvia Persico       | Valcar-Travel & Service | + 8 s           |
| 8.ª | Katarzyna Niewiadoma | Canyon-SRAM Racing      | + 8 s           |
| 9.ª | Elisa Longo Borghini | Trek-Segafredo          | + 8 s           |
| 10.ª | Annemiek van Vleuten | Movistar Team           | + 8 s           |

| \| Clasificación general \| Clasificación general \| Clasificación general \| Clasificación general \| Clasificación general \| \| Ciclista \| Ciclista \| Equipo \| Tiempo \| \| \| --------------------- \| --------------------- \| ----------------------- \| --------------------- \| --------------------- \| \| 1.ª \| Annemiek van Vleuten \| Movistar Team \| 5 h 49 min 01 s \| \| \| 2.ª \| Elisa Longo Borghini \| Trek-Segafredo \| + 1 min 55 s \| \| \| 3.ª \| Demi Vollering \| SD Worx \| + 2 min 24 s \| \| \| 4.ª \| Ane Santesteban \| Team BikeExchange-Jayco \| + 2 min 41 s \| \| \| 5.ª \| Liane Lippert \| Team DSM \| + 2 min 41 s \| \| \| 6.ª \| Cecilie Uttrup Ludwig \| FDJ-Suez-Futuroscope \| + 2 min 46 s \| \| \| 7.ª \| Anna Shackley \| SD Worx \| + 2 min 58 s \| \| \| 8.ª \| Juliette Labous \| Team DSM \| + 3 min 19 s \| \| \| 9.ª \| Elise Chabbey \| Canyon-SRAM Racing \| + 3 min 20 s \| \| \| 10.ª \| Brodie Chapman \| FDJ-Suez-Futuroscope \| + 3 min 32 s \| \| |                       |                         |                 |
| |                       |                         |                 |
| Fuente: ProCyclingStats |                       |                         |                 |
| Clasificación general |                       |                         |                 |
| Ciclista | Ciclista              | Equipo                  | Tiempo          |
| 1.ª | Annemiek van Vleuten  | Movistar Team           | 5 h 49 min 01 s |
| 2.ª | Elisa Longo Borghini  | Trek-Segafredo          | + 1 min 55 s    |
| 3.ª | Demi Vollering        | SD Worx                 | + 2 min 24 s    |
| 4.ª | Ane Santesteban       | Team BikeExchange-Jayco | + 2 min 41 s    |
| 5.ª | Liane Lippert         | Team DSM                | + 2 min 41 s    |
| 6.ª | Cecilie Uttrup Ludwig | FDJ-Suez-Futuroscope    | + 2 min 46 s    |
| 7.ª | Anna Shackley         | SD Worx                 | + 2 min 58 s    |
| 8.ª | Juliette Labous       | Team DSM                | + 3 min 19 s    |
| 9.ª | Elise Chabbey         | Canyon-SRAM Racing      | + 3 min 20 s    |
| 10.ª | Brodie Chapman        | FDJ-Suez-Futuroscope    | + 3 min 32 s    |

### 4.ª etapa
| Palencia - Segovia | etapa llana | (160,4 km) |

| \| Clasificación de la etapa \| Clasificación de la etapa \| Clasificación de la etapa \| Clasificación de la etapa \| Clasificación de la etapa \| \| Ciclista \| Ciclista \| Equipo \| Tiempo \| \| \| ------------------------- \| ------------------------- \| ------------------------- \| ------------------------- \| ------------------------- \| \| 1.ª \| Silvia Persico \| Valcar-Travel & Service \| 4 h 11 min 01 s \| \| \| 2.ª \| Demi Vollering \| SD Worx \| + 0 s \| \| \| 3.ª \| Elisa Longo Borghini \| Trek-Segafredo \| + 0 s \| \| \| 4.ª \| Lotte Kopecky \| SD Worx \| + 0 s \| \| \| 5.ª \| Liane Lippert \| Team DSM \| + 0 s \| \| \| 6.ª \| Annemiek van Vleuten \| Movistar Team \| + 0 s \| \| \| 7.ª \| Cecilie Uttrup Ludwig \| FDJ-Suez-Futuroscope \| + 4 s \| \| \| 8.ª \| Anouska Helena Koster \| Team Jumbo-Visma \| + 6 s \| \| \| 9.ª \| Katarzyna Niewiadoma \| Canyon-SRAM Racing \| + 11 s \| \| \| 10.ª \| Mavi García \| UAE Team ADQ \| + 13 s \| \| |                       |                         |                 |
| |                       |                         |                 |
| Fuente: ProCyclingStats |                       |                         |                 |
| Clasificación de la etapa |                       |                         |                 |
| Ciclista | Ciclista              | Equipo                  | Tiempo          |
| 1.ª | Silvia Persico        | Valcar-Travel & Service | 4 h 11 min 01 s |
| 2.ª | Demi Vollering        | SD Worx                 | + 0 s           |
| 3.ª | Elisa Longo Borghini  | Trek-Segafredo          | + 0 s           |
| 4.ª | Lotte Kopecky         | SD Worx                 | + 0 s           |
| 5.ª | Liane Lippert         | Team DSM                | + 0 s           |
| 6.ª | Annemiek van Vleuten  | Movistar Team           | + 0 s           |
| 7.ª | Cecilie Uttrup Ludwig | FDJ-Suez-Futuroscope    | + 4 s           |
| 8.ª | Anouska Helena Koster | Team Jumbo-Visma        | + 6 s           |
| 9.ª | Katarzyna Niewiadoma  | Canyon-SRAM Racing      | + 11 s          |
| 10.ª | Mavi García           | UAE Team ADQ            | + 13 s          |

| \| Clasificación general \| Clasificación general \| Clasificación general \| Clasificación general \| Clasificación general \| \| Ciclista \| Ciclista \| Equipo \| Tiempo \| \| \| --------------------- \| --------------------- \| ----------------------- \| --------------------- \| --------------------- \| \| 1.ª \| Annemiek van Vleuten \| Movistar Team \| 10 h 00 min 02 s \| \| \| 2.ª \| Elisa Longo Borghini \| Trek-Segafredo \| + 1 min 51 s \| \| \| 3.ª \| Demi Vollering \| SD Worx \| + 2 min 18 s \| \| \| 4.ª \| Liane Lippert \| Team DSM \| + 2 min 41 s \| \| \| 5.ª \| Cecilie Uttrup Ludwig \| FDJ-Suez-Futuroscope \| + 2 min 50 s \| \| \| 6.ª \| Ane Santesteban \| Team BikeExchange-Jayco \| + 3 min 03 s \| \| \| 7.ª \| Anna Shackley \| SD Worx \| + 3 min 14 s \| \| \| 8.ª \| Juliette Labous \| Team DSM \| + 3 min 35 s \| \| \| 9.ª \| Elise Chabbey \| Canyon-SRAM Racing \| + 3 min 36 s \| \| \| 10.ª \| Katarzyna Niewiadoma \| Canyon-SRAM Racing \| + 3 min 45 s \| \| |                       |                         |                  |
| |                       |                         |                  |
| Fuente: ProCyclingStats |                       |                         |                  |
| Clasificación general |                       |                         |                  |
| Ciclista | Ciclista              | Equipo                  | Tiempo           |
| 1.ª | Annemiek van Vleuten  | Movistar Team           | 10 h 00 min 02 s |
| 2.ª | Elisa Longo Borghini  | Trek-Segafredo          | + 1 min 51 s     |
| 3.ª | Demi Vollering        | SD Worx                 | + 2 min 18 s     |
| 4.ª | Liane Lippert         | Team DSM                | + 2 min 41 s     |
| 5.ª | Cecilie Uttrup Ludwig | FDJ-Suez-Futuroscope    | + 2 min 50 s     |
| 6.ª | Ane Santesteban       | Team BikeExchange-Jayco | + 3 min 03 s     |
| 7.ª | Anna Shackley         | SD Worx                 | + 3 min 14 s     |
| 8.ª | Juliette Labous       | Team DSM                | + 3 min 35 s     |
| 9.ª | Elise Chabbey         | Canyon-SRAM Racing      | + 3 min 36 s     |
| 10.ª | Katarzyna Niewiadoma  | Canyon-SRAM Racing      | + 3 min 45 s     |

### 5.ª etapa
| Madrid - Madrid | etapa llana | (95,7 km) |

| \| Clasificación de la etapa \| Clasificación de la etapa \| Clasificación de la etapa \| Clasificación de la etapa \| Clasificación de la etapa \| \| Ciclista \| Ciclista \| Equipo \| Tiempo \| \| \| ------------------------- \| ------------------------- \| ------------------------- \| ------------------------- \| ------------------------- \| \| 1.ª \| Elisa Balsamo \| Trek-Segafredo \| 2 h 21 min 37 s \| \| \| 2.ª \| Lotte Kopecky \| SD Worx \| + 0 s \| \| \| 3.ª \| Marta Bastianelli \| UAE Team ADQ \| + 0 s \| \| \| 4.ª \| Megan Jastrab \| Team DSM \| + 0 s \| \| \| 5.ª \| Sofia Bertizzolo \| UAE Team ADQ \| + 0 s \| \| \| 6.ª \| Maria Giulia Confalonieri \| Ceratizit-WNT Pro Cycling \| + 0 s \| \| \| 7.ª \| Tereza Neumanová \| Liv Racing Xstra \| + 0 s \| \| \| 8.ª \| Alexandra Manly \| Team BikeExchange-Jayco \| + 0 s \| \| \| 9.ª \| Julie Leth \| Uno-X Pro Cycling Team \| + 0 s \| \| \| 10.ª \| Vittoria Guazzini \| FDJ-Suez-Futuroscope \| + 0 s \| \| |                           |                           |                 |
| |                           |                           |                 |
| Fuente: ProCyclingStats |                           |                           |                 |
| Clasificación de la etapa |                           |                           |                 |
| Ciclista | Ciclista                  | Equipo                    | Tiempo          |
| 1.ª | Elisa Balsamo             | Trek-Segafredo            | 2 h 21 min 37 s |
| 2.ª | Lotte Kopecky             | SD Worx                   | + 0 s           |
| 3.ª | Marta Bastianelli         | UAE Team ADQ              | + 0 s           |
| 4.ª | Megan Jastrab             | Team DSM                  | + 0 s           |
| 5.ª | Sofia Bertizzolo          | UAE Team ADQ              | + 0 s           |
| 6.ª | Maria Giulia Confalonieri | Ceratizit-WNT Pro Cycling | + 0 s           |
| 7.ª | Tereza Neumanová          | Liv Racing Xstra          | + 0 s           |
| 8.ª | Alexandra Manly           | Team BikeExchange-Jayco   | + 0 s           |
| 9.ª | Julie Leth                | Uno-X Pro Cycling Team    | + 0 s           |
| 10.ª | Vittoria Guazzini         | FDJ-Suez-Futuroscope      | + 0 s           |

## Clasificaciones finales
Las clasificaciones finalizaron de la siguiente forma:

### Clasificación general
| \| Clasificación general \| Clasificación general \| Clasificación general \| Clasificación general \| Clasificación general \| \| Ciclista \| Ciclista \| Equipo \| Tiempo \| \| \| --------------------- \| --------------------- \| ----------------------- \| --------------------- \| --------------------- \| \| 1.ª \| Annemiek van Vleuten \| Movistar Team \| 12 h 21 min 46 s \| \| \| 2.ª \| Elisa Longo Borghini \| Trek-Segafredo \| + 1 min 44 s \| \| \| 3.ª \| Demi Vollering \| SD Worx \| + 2 min 11 s \| \| \| 4.ª \| Liane Lippert \| Team DSM \| + 2 min 34 s \| \| \| 5.ª \| Cecilie Uttrup Ludwig \| FDJ-Suez-Futuroscope \| + 2 min 43 s \| \| \| 6.ª \| Ane Santesteban \| Team BikeExchange-Jayco \| + 3 min 03 s \| \| \| 7.ª \| Anna Shackley \| SD Worx \| + 3 min 07 s \| \| \| 8.ª \| Juliette Labous \| Team DSM \| + 3 min 29 s \| \| \| 9.ª \| Elise Chabbey \| Canyon-SRAM Racing \| + 3 min 35 s \| \| \| 10.ª \| Katarzyna Niewiadoma \| Canyon-SRAM Racing \| + 3 min 38 s \| \| |                       |                         |                  |
| |                       |                         |                  |
| Fuente: ProCyclingStats |                       |                         |                  |
| Clasificación general |                       |                         |                  |
| Ciclista | Ciclista              | Equipo                  | Tiempo           |
| 1.ª | Annemiek van Vleuten  | Movistar Team           | 12 h 21 min 46 s |
| 2.ª | Elisa Longo Borghini  | Trek-Segafredo          | + 1 min 44 s     |
| 3.ª | Demi Vollering        | SD Worx                 | + 2 min 11 s     |
| 4.ª | Liane Lippert         | Team DSM                | + 2 min 34 s     |
| 5.ª | Cecilie Uttrup Ludwig | FDJ-Suez-Futuroscope    | + 2 min 43 s     |
| 6.ª | Ane Santesteban       | Team BikeExchange-Jayco | + 3 min 03 s     |
| 7.ª | Anna Shackley         | SD Worx                 | + 3 min 07 s     |
| 8.ª | Juliette Labous       | Team DSM                | + 3 min 29 s     |
| 9.ª | Elise Chabbey         | Canyon-SRAM Racing      | + 3 min 35 s     |
| 10.ª | Katarzyna Niewiadoma  | Canyon-SRAM Racing      | + 3 min 38 s     |

### Clasificación por puntos
| Clasificación por puntos | Clasificación por puntos | Clasificación por puntos | Clasificación por puntos | Clasificación por puntos |
| Ciclista                 | Ciclista                 | Equipo                   | Puntos                   |                          |
| ------------------------ | ------------------------ | ------------------------ | ------------------------ | ------------------------ |
| 1.ª                      | Silvia Persico           | Valcar-Travel & Service  | 48 pts                   |                          |
| 2.ª                      | Lotte Kopecky            | SD Worx                  | 48 pts                   |                          |
| 3.ª                      | Elisa Longo Borghini     | Trek-Segafredo           | 44 pts                   |                          |
| 4.ª                      | Elisa Balsamo            | Trek-Segafredo           | 41 pts                   |                          |
| 5.ª                      | Annemiek van Vleuten     | Movistar Team            | 41 pts                   |                          |
| 6.ª                      | Demi Vollering           | SD Worx                  | 34 pts                   |                          |
| 7.ª                      | Liane Lippert            | Team DSM                 | 33 pts                   |                          |
| 8.ª                      | Elise Chabbey            | Canyon-SRAM Racing       | 32 pts                   |                          |
| 9.ª                      | Katarzyna Niewiadoma     | Canyon-SRAM Racing       | 25 pts                   |                          |
| 10.ª                     | Cecilie Uttrup Ludwig    | FDJ-Suez-Futuroscope     | 23 pts                   |                          |

### Clasificación de la montaña
| Clasificación de la montaña | Clasificación de la montaña | Clasificación de la montaña | Clasificación de la montaña | Clasificación de la montaña |
| Ciclista                    | Ciclista                    | Equipo                      | Puntos                      |                             |
| --------------------------- | --------------------------- | --------------------------- | --------------------------- | --------------------------- |
| 1.ª                         | Lucinda Brand               | Trek-Segafredo              | 44 pts                      |                             |
| 2.ª                         | Annemiek van Vleuten        | Movistar Team               | 32 pts                      |                             |
| 3.ª                         | Sarah Roy                   | Canyon-SRAM Racing          | 22 pts                      |                             |
| 4.ª                         | Liane Lippert               | Team DSM                    | 20 pts                      |                             |
| 5.ª                         | Katarzyna Niewiadoma        | Canyon-SRAM Racing          | 16 pts                      |                             |
| 6.ª                         | Elisa Longo Borghini        | Trek-Segafredo              | 16 pts                      |                             |
| 7.ª                         | Demi Vollering              | SD Worx                     | 15 pts                      |                             |
| 8.ª                         | Arlenis Sierra              | Movistar Team               | 9 pts                       |                             |
| 9.ª                         | Elise Chabbey               | Canyon-SRAM Racing          | 7 pts                       |                             |
| 10.ª                        | Emma Norsgaard              | Movistar Team               | 6 pts                       |                             |

### Clasificación por equipos
| Clasificación por equipos | Clasificación por equipos | Clasificación por equipos | Clasificación por equipos |
| Equipo                    | Equipo                    | Tiempo                    |                           |
| ------------------------- | ------------------------- | ------------------------- | ------------------------- |
| 1.º                       | SD Worx                   | 36 h 27 min 46 s          |                           |
| 2.º                       | FDJ-Suez                  | + 5 min 45 s              |                           |
| 3.º                       | Team DSM                  | + 6 min 09 s              |                           |
| 4.º                       | Canyon-SRAM Racing        | + 6 min 38 s              |                           |
| 5.º                       | Team BikeExchange-Jayco   | + 9 min 28 s              |                           |
| 6.º                       | Movistar Team             | + 10 min 29 s             |                           |
| 7.º                       | Trek-Segafredo            | + 18 min 49 s             |                           |
| 8.º                       | UAE Team ADQ              | + 19 min 12 s             |                           |
| 9.º                       | Team Jumbo-Visma          | + 31 min 48 s             |                           |
| 10.º                      | Valcar-Travel & Service   | + 32 min 05 s             |                           |

## Evolución de las clasificaciones
| Etapa                   |                          | Ganador _            | Clasificación general | Puntos               | Montaña            | Combatividad           | Equipo _           |
| ----------------------- | ------------------------ | -------------------- | --------------------- | -------------------- | ------------------ | ---------------------- | ------------------ |
| 1.ª etapa               | contrarreloj por equipos | Trek-Segafredo       | Elisa Longo Borghini  | Elynor Bäckstedt     | Shirin van Anrooij | Mercedes Carmona Ramos | Trek-Segafredo     |
| 2.ª etapa               | etapa de media montaña   | Annemiek van Vleuten | Annemiek van Vleuten  | Annemiek van Vleuten | Lucinda Brand      | Sarah Roy              | Canyon-SRAM Racing |
| 3.ª etapa               | etapa llana              | Grace Brown          | Annemiek van Vleuten  | Annemiek van Vleuten | Lucinda Brand      | Mavi García            | SD Worx            |
| 4.ª etapa               | etapa llana              | Silvia Persico       | Annemiek van Vleuten  | Silvia Persico       | Lucinda Brand      | Anna Kiesenhofer       | SD Worx            |
| 5.ª etapa               | etapa llana              | Elisa Balsamo        | Annemiek van Vleuten  | Silvia Persico       | Lucinda Brand      | Mavi García            | SD Worx            |
| Clasificaciones finales | Clasificaciones finales  |                      | Annemiek van Vleuten  | Silvia Persico       | Lucinda Brand      | no otorgado            | SD Worx            |

## Ciclistas participantes y posiciones finales
Convenciones:
- AB-N: Abandono en la etapa "N"
- FLT-N: Retiro por llegada fuera del límite de tiempo en la etapa "N"
- NTS-N: No tomó la salida para la etapa "N"
- DES-N: Descalificado o expulsado en la etapa "N"

## UCI WorldTour Femenino
La Ceratizit Challenge by La Vuelta otorgó puntos para el UCI World Ranking Femenino y el UCI WorldTour Femenino para corredoras de los equipos en las categorías UCI WorldTeam Femenino y Continental Femenino. Las siguientes tablas muestran el baremo de puntuación y las 10 corredoras que obtuvieron más puntos:
| Posición              | 1.ª | 2.ª | 3.ª | 4.ª | 5.ª | 6.ª | 7.ª | 8.ª | 9.ª | 10.ª | 11.ª | 12.ª | 13.ª | 14.ª | 15.ª | 16.ª-20.ª | 21.ª-30.ª | 31.ª-40.ª |
| Clasificación general | 400 | 320 | 260 | 220 | 180 | 140 | 120 | 100 | 80  | 68   | 56   | 48   | 40   | 32   | 28   | 24        | 16        | 8         |
| Por etapa             | 50  | 40  | 30  | 25  | 20  | 18  | 15  | 10  | 8   | 6    |      |      |      |      |      |           |           |           |
| Líder                 | 8   |     |     |     |     |     |     |     |     |      |      |      |      |      |      |           |           |           |

| Clasificación |                       |                         |         |       |       |        |
| Posición      | Ciclista              | Equipo                  | General | Etapa | Líder | Total  |
| ------------- | --------------------- | ----------------------- | ------- | ----- | ----- | ------ |
| 1.ª           | Annemiek van Vleuten  | Movistar Team           | 400     | 77,33 | 24    | 501,33 |
| 2.ª           | Elisa Longo Borghini  | Trek-Segafredo          | 320     | 86,33 | 8     | 414,33 |
| 3.ª           | Demi Vollering        | SD Worx                 | 260     | 69,17 | -     | 329,17 |
| 4.ª           | Liane Lippert         | Team DSM                | 220     | 53    | -     | 273    |
| 5.ª           | Cecilie Uttrup Ludwig | FDJ-SUEZ-Futuroscope    | 180     | 40    | -     | 220    |
| 6.ª           | Elise Chabbey         | Canyon SRAM Racing      | 100     | 52,5  | -     | 152,5  |
| 7.ª           | Ane Santesteban       | Team BikeExchange-Jayco | 140     | 6,67  | -     | 146,67 |
| 8.ª           | Anna Shackley         | SD Worx                 | 120     | 10,17 | -     | 130,17 |
| 9.ª           | Silvia Persico        | Valcar-Travel & Service | 48      | 80    | -     | 128    |
| 10.ª          | Lotte Kopecky         | SD Worx                 | 16      | 94,17 | -     | 110,17 |